# Gina Maria
Gina Maria foi uma cantora portuguesa de grande sucesso, que marcou a história da Música Portuguesa.

## Biografia
Nascida em 3 de Setembro de 1932, Gina Maria foi uma das mais destacadas intérpretes da música portuguesa, formada no Centro de Preparação de Artistas da Rádio da Emissora Nacional.
O seu primeiro grande êxito foi "Chapéu Preto", da autoria de Arlindo de Carvalho, criado em 1954 pela própria, no programa "Os Companheiros da Alegria", do Rádio Clube Português, aquando da sua passagem pelo Cine-Teatro de Alcácer do Sal.
Seguiu-se o êxito "Salta o Muro do Meu Quintal", da autoria de Arlindo de Carvalho, criado em Dezembro de 1960 por Gina Maria aos microfones da Emissora Nacional, com arranjos orquestrais de Joaquim Luís Gomes.
As duas canções foram gravadas por Gina Maria, com o Conjunto de Sousa Galvão, num EP da editora "Rapsódia", que foi o seu 1º disco, entre muitos da mesma editora.
Em 1962 grava "Canção do Douro" participante no Festival de Aranda do Douro. Depois, grava um EP para a "Columbia", etiqueta "Valentim de Carvalho", com a célebre Orquestra Típica Scalabitana, sob direcção de Joaquim Luís Gomes.
Participou na televisão em "Lisboa à Noite" (1962), "A TV Através dos Tempos" (1964) e "Os Três Saloios" (1964). Também entrou em vários programas da série "Melodias de Sempre" apresentados por Jorge Alves.
Participou na primeira edição do Grande Prémio Tv Da Canção, em 1964, com os temas "Tirano Gentil" e "Minha luz brilhou". No ano seguinte venceu o Festival da Canção de Aranda do Douro .
Em 1968, Gina Maria alcança o maior êxito da sua carreira com o "Fadinho Serrano" de Arlindo de Carvalho, criado por Maria Fiúza, e celebrizado no estrangeiro por Amália Rodrigues.
Um ano depois, Gina participa no Festival da Canção da Figueira da Foz, e no Festival da Canção Latina, realizado na cidade do México, com a canção "Tão Longe Daqui" de Arlindo de Carvalho. Essa canção viria a ser proibida pela Censura da Emissora Nacional, porque a canção foi relacionada com a Guerra Colonial de Libertação do Ultramar.
No mesmo ano, Gina Maria grava em disco uma versão de "Desfolhada Portuguesa".
Na etiqueta "Alvorada", da editora Rádio Triunfo, regravou vários números musicais do seu reportório, como "Salta o Muro do Quintal", "Verde Limão", "As Freiras de Santa Clara", "Tremeliques, liques, liques", "Hortelã Mourisca", "Rebola a Bola", "Muchacha Galega", "Senhora da Granja", "O Amor é um Moinho", "Tu Namoras Outra" e "Tira o Cravo", entre outros.
Em 1973, a "Alvorada" faz a 1ª compilação de êxitos de Gina Maria, com o nome "5 Anos de Canções". E em 1974, volta a fazer outra compilação. Ambas tem um estrondoso sucesso no mercado. E dias antes da Revolução do 25 de Abril, o número folclórico "As Freiras de Santa Clara" é proibido pela Censura da Emissora Nacional.
Com Arlindo de Carvalho, funda a editora Osiris onde grava alguns discos.
Em 1979, lança o LP "É Assim Que O Povo Canta", através da Valentim de Carvalho, sob a marca "Decca", com os temas "Aili meu amor ailé", "Olé chegou bateu", "Santo António leva António", "Boieiro", "O comboio da beira-baixa", "Tem cuidado cara Linda", "A Terezinha Não Está Cá", "O Senhor Da Serra É Meu", "Pão de Castelo Branco", "Ó Vizinha Tem Lá Lume", "Azeitona Maçanilha"  e  "Aldeia de Monsanto".
Em 1992, participa no espetáculo "Cantar Melodias De Sempre" de Carlos Mendonça. onde interpretou com muito êxito o "Novo Fado Da Severa" e "Minha Aldeia" de Belo Marques.
A editora "Movieplay" lança em 1995 ma compilação dedicada à cantora na série "O Melhor dos Melhores".
Dois anos depois, Gina Maria morre em 21 de Fevereiro de 1997..
Logo depois da sua morte, é aberta uma polémica muito grande, por causa dos meios de comunicação não terem dado nenhum destaque e nenhuma importância à notícia da sua morte. Àparte isso, o nome de Gina Maria ficou na história como uma das mais célebres e melhores vozes da Música Popular Portuguesa.
Em 2009, a "IPLAY", em conjunto com a Valentim de Carvalho, relança em CD os temas gravados por Gina Maria na editora, na compilação "O Melhor de Gina Maria", ainda à venda nos lugares especializados.

## Discografia
Discos LP's de 33 R.P.M.
- Gina Maria (LP, Alvorada, 1972) - LP S 50 70
- 5 Anos de Canções (LP, Alvorada, 1973)
- É Assim Que O Povo Canta (LP, Decca/Vc, 1979) - SLPDY 3005

Singles  e Eps
Rapsódia - Discoteca Santo António
- Já Namoro O Meu Zé / Joguei Às Cartas Contigo / Juca / Tarde Fria (EP, Rapsódia, 1960) - EPF 5.057
- Ó Limão / Salta O Muro do Quintal / Chapéu Preto / Mulher Da Beira (EP, Rapsódia, 1960) - EPF 5.058
- Portas Do Sol / Amei Uns Olhos Gaiatos / Errei / Vai Batendo Coração (EP, Rapsódia, 1961) - EPF 5.087
- Verde Gaio ... Gaio / Vira De Sesimbra / Não Troçem Da Minha Aldeia / Fandango Do Cartaxo (EP, Rapsódia, 1961) - EPF 5.117

Alvorada - Rádio Triunfo
- Melodias de Sempre Nº 1 - Os Taratas (Artur Garcia) / O Trevo (Alice Amaro) / O Balãozinho (Gina Maria) / Casinha Da Colina (Mara Abrantes) (EP, Alvorada, 1966) - AEP 60774
- Dia Sim Dia Não / Sou Tua / Ternura / Primavera No Outono (EP, Alvorada, 1966) - AEP 60824
- Fadinho Serrano / Tempo Das Vindimas / Não Apanhes Fruta Verde / Romarias Portuguesas (EP, Alvorada, 1967) - AEP 60951
- Mil vezes Obrigado / Conversa Banal / Vou Esperar O Sol / Esta Noite (EP, Alvorada, 1967) - EP-60-988
- Não Te Peço Palavras / Tão Longe Daqui / Haja O Que Houver / Ao Compasso Do Vira (EP, Alvorada, 1968) - EP-60-1022
- Tremeliques, Liques, Liques / Coração Em Pulgas / O Meu Mundo É Maroto / Fandango Da Beira  (EP, Alvorada, 1969) - EP-60-1137
- Antes Livre E Comer Broa / Saias / Hortelã Mourisca / Tempo De Vindimar (EP, Alvorada, 1970) - EP-60-1252
- Tu Namoras Outra / Marcelada / Muchacha Galega / Senhora da Granja (EP, Alvorada, 1973) - EP-60-1207
- Salta O Muro Do Quintal / Verde limão / As Freiras De Santa Clara / Tira O Cravo (EP, Alvorada, 1972) - EP-60-1380
- Chapéu Preto / Castelo Branco / Cana Verde Da Macária / Laranjinha (EP, Alvorada, 1972) -  - EP-60-1381
- Vira De Sesimbra / Verde Gaio / Ai Que Riso / Farrapeira (EP, Alvorada, 1972) - EP-60-1382
- Deiadinha / Ao Rachar Dos Cavaquinhos / Linda Morena / Rebola A Bola (EP, Alvorada, 1973) - EP-60-1454

Ósiris
- Escava Toupeirinha / Reguemos O Cravo (SP, Osiris, 1974) - OS 0002

Valentim de Carvalho
- Rapsódia Algarvia / Lezíria / ALfazema e Alecrim / Retaxo (EP, Columbia, 1962)
- Aili Meu Amor Ailé / Tem Cuidado Cara Linda (SP, Decca, 1979) - SPN 221 F
- Santo António Leva António / Olé Chegou Bateu (SP, Decca, 1979) - SPN 222 F

Compilações
- 5 Anos De Canções (LP, Alvorada, 1973) - ALV 04-101
- O Melhor Dos Melhores (CD, Movieplay, 1995) - MM 37 052
- O Melhor De Gina Maria (CD, iPlay, 2009) - IPV 1554 2

Outros
- 3º FESTIVAL DE ARANDA DO DOURO (EP, Decca, 1962) - Decca PEP 1038 - Canção do Douro
- Christmas In Portugal (Monitor, 1963) -  Noite de Natal na Serra / Natal no Algarve
- Na Minha Aldeia - melodias de sempe
- Mais Tarde - Duarte Simões
- MDs 2 (Fama) - Eu Sou Assim
- Melodias de Sempre 1 (Ep, 1966) - O Balaozinho
- Melodias de Sempre nº 7 (EP, Columbia Slem 2233) - Rosinha -
- Canções De Natal (4)  Natal No Algarve (EP, Estudio, 1975) - EEP 50339
- Melodias de Sempre 1 (VC, 1976) - Zé Maria
- Melodias de Sempre (EMI, 1992) - Zé Maria / Rosinha